# Xiliu
Xiliu (kinesiska: 西柳, 西柳镇) är en köping i Kina. Den ligger i provinsen Liaoning, i den nordöstra delen av landet, omkring 120 kilometer sydväst om provinshuvudstaden Shenyang. Antalet invånare är 72 635. Befolkningen består av 35 560 kvinnor och 37 075 män. Barn under 15 år utgör 15,0 %, vuxna 15-64 år 79 %, och äldre över 65 år 5,0 %.
Runt Xiliu är det tätbefolkat, med 476 invånare per kvadratkilometer. Närmaste större samhälle är Haicheng, 10,4 km öster om Xiliu. Trakten runt Xiliu består till största delen av jordbruksmark.
Genomsnittlig årsnederbörd är 976 millimeter. Den regnigaste månaden är juli, med i genomsnitt 249 mm nederbörd, och den torraste är januari, med 7 mm nederbörd.